# Badal Roy
Badal Roy, vlastním jménem Amarendra Roy Chowdhury, (1945 – 19. ledna 2022) byl bangladéšský perkusionista – hráč na tabla. Narodil se v oblasti Kumilla v Britské Indii (nyní Bangladéš) do hinduistické rodiny. Na tabla začal hrát ve věku přibližně deseti let. Později odešel do New Yorku, kde začal hrát se Stevem Gornem. Během své kariéry spolupracoval s mnoha dalšími hudebníky, mezi něž patří například Pharoah Sanders, Miles Davis, David Liebman, Yoko Ono a Herbie Mann. Rovněž vydal několik vlastních alb.